# Сайфул Риджал
Сайфул Риджал ибн Абдул Кахар (малайск. Saiful Rijal ibn Abdul Kahar; ум. 1581) — султан Брунея, правивший в 1530—1581 годах.

## Биография
Был старшим сыном султана Абдул Кахара.
Вступил на престол после отречения отца в 1530 году, хотя стал править с 1533 года. Во время его правления Испания начала захват Филиппин, которые были под властью султана Брунея, под контроль Испании перешли Себу (1565 год) и Манила (1571 год). Вскоре колониальная администрация обвинила в Маниле обвинила Бруней в том, что те пытались обратить местное население в ислам, что мешало испанцам привести жителей островов в христианство.
В апреле 1578 года испанцы, снарядив военную экспедицию, высадились на Борнео и захватили столицу страны Кота-Бату. После падения столицы султан и его двор бежали в Саравак, куда была перенесена столица. 
В июне 1578 года испанцы, страдавшие от болезней, покинули Кота Бату и вернулись в Манилу, но Бруней потерял большое влияние в регионе.
Скончался в 1581 году, новым султаном стал старший сын Шах Берунай.